# Episodi di Summer Camp (seconda stagione)
La seconda stagione di Summer Camp è in onda negli Stati Uniti dal 23 agosto 2016 al 24 maggio 2017 sul canale Disney Channel e in Italia dal 15 gennaio 2017.
|    | Titolo originale              | Titolo italiano                                 | Prima TV USA      | Prima TV Italia  |
| -- | ----------------------------- | ----------------------------------------------- | ----------------- | ---------------- |
| 1  | Griff Is in the House!        | Griff è a casa!                                 | 23 agosto 2016    | 15 gennaio 2017  |
| 2  | Dance in My Pants             | Il ballo del campo                              | 24 agosto 2016    | 15 gennaio 2017  |
| 3  | Zuri Has a Little Lamb        | Zuri aveva un agnello                           | 25 agosto 2016    | 22 gennaio 2017  |
| 4  | Zuri Weasels Out              | La nomina di Zuri                               | 26 agosto 2016    | 22 gennaio 2017  |
| 5  | Queen of Screams              | La regina dell'horror                           | 16 settembre 2016 | 29 gennaio 2017  |
| 6  | Luke Out Below                | Attenti a Luke                                  | 30 settembre 2016 | 29 gennaio 2017  |
| 7  | Camp Kiki-Slasher             | Una tranquilla serata di paura al Camp Kikiwaka | 7 ottobre 2016    | 19 febbraio 2017 |
| 8  | Treehouse of Terror           | La casa sull'albero                             | 28 ottobre 2016   | 5 febbraio 2017  |
| 9  | Tidal Wave                    | Alta marea                                      | 4 novembre 2016   | 12 febbraio 2017 |
| 10 | Fog'd In                      | Chiusi per nebbia                               | 11 novembre 2016  | 26 febbraio 2017 |
| 11 | How the Griff Stole Christmas | Griff e la favola di Natale                     | 2 dicembre 2016   | 21 maggio 2017   |
| 12 | Food Fight                    | Guerra del cibo                                 | 24 febbraio 2017  | 26 marzo 2017    |
| 13 | Mother May I?                 | Posso, mamma?                                   | 3 marzo 2017      | 19 marzo 2017    |
| 14 | Mud Fight                     | Lotta nel fango                                 | 17 marzo 2017     | 14 maggio 2017   |
| 15 | Dog Days of Summer            | Canicola estiva                                 | 24 marzo 2017     | 12 marzo 2017    |
| 16 | Bad Dog!                      | Cane cattivo                                    | 31 marzo 2017     | 7 maggio 2017    |
| 17 | Camp Stinky Waka              | Camp puzzolente Waka                            | 7 aprile 2017     | 28 maggio 2017   |
| 18 | Cabin vs. Cabin               | La ragazza che sapeva troppo poco               | 14 aprile 2017    | 4 giugno 2017    |
| 19 | Dreams Come True              | I sogni si avverano                             | 21 aprile 2017    | 25 giugno 2017   |
| 20 | We Didn't Start the Fire      | Ultima notte al campo                           | 28 aprile 2017    | 25 giugno 2017   |
| 21 | The Great Escape              | Attraversando la frontiera                      | 24 maggio 2017    | 5 marzo 2017     |

## Griff è a casa!
• Titolo originale: Griff Is in the House!
• Diretto da: Bob Koherr
• Scritto da: Pamela Eells O'Connell
Trama
I fratelli Ross sono pronti a passare una nuova estate al Camp Kikiwaka insieme ai loro amici. Emma e Zuri si ricongiungono con Lou e Tiffany, solo per scoprire che Hazel ha deciso di diventare capo delle Marmotte e di mandare Lou dalle temibili Donnole, che iniziano a torturarla a loro gradimento. Anche Ravi si riunisce a Xander e Jorge, e scopre che i Grizzly avranno un nuovo membro: Griff, uno scaltro dodicenne proveniente da un riformatorio. Dopo qualche giorno, la chitarra di Xander scompare e i sospetti ricadono subito sul nuovo arrivato. Griff spiega a Ravi di essere innocente e di aver iniziato a rubare da piccolo per sopravvivere, fino a quando ha esagerato ed è stato arrestato. Il giovane è convinto che nessuno lì al campo possa capire come si senta, abbandonato dai suoi genitori e indesiderato da tutti. Ravi gli rivela però di sapere cosa prova, avendo infatti vissuto in un orfanotrofio fino all'età di dieci anni, e i due capiscono di avere qualcosa in comune. Griff viene poi portato al processo del campo, dove Ravi sceglie di difenderlo. Ad un certo punto sopraggiungono le ragazze, che rivelano di aver trovato la chitarra di Xander sotto il letto di Hazel mentre cercavano un modo di sbarazzarsi di lei. Griff viene così scagionato e le Marmotte sfruttano la colpa di Hazel a loro favore, rimandandola dalle Donnole e riprendendosi Lou.
• Special Guest Stars: Kevin Chamberlin (Bertram Winkle)
• Guest Stars: Tessa Netting (Hazel Swearengen), Lincoln Melcher (Griff Jones), Lily Mae Silverstein (Lydia)

## Il ballo del campo
• Titolo originale: Dance in My Pants
• Diretto da: Bob Koherr
• Scritto da: Valerie Ahern & Eric Schaar
Trama
Il ballo del campo si avvicina e Ravi ed Emma hanno il compito di organizzarlo, ma la ragazza ha altro per la testa: per via di alcuni fraintendimenti è convinta che Xander e Lou siano innamorati. Quando Emma si rifiuta di affrontare il suo problema di gelosia, però, Xander sceglie di non invitarla al ballo e lei ne resta ferita. Su consiglio di Ravi, Emma decide di mettere da parte i suoi sentimenti e sostenere Xander e Lou, ma i due le spiegano di essere solo migliori amici. Xander bacia Emma e lei promette di essere meno gelosa.
Intanto Jorge, sentendo Zuri e Tiffany parlare di Griff, fraintende e pensa che le ragazze vogliano entrambe andare al ballo con lui. Giunta l'attesa sera si rende però conto che non è così e si nasconde nella sua capanna. Griff va a tirarlo su di morale e lo convince a scendere in pista, dove Jorge si esibisce in un numero di danza che stupisce tutti. Zuri e Tiffany decidono allora di passare la serata con lui.
• Guest Stars: Lincoln Melcher (Griff)

## Attenti a Luke
• Titolo originale: Luke Out Below
• Diretto da: Robbie Countryman
• Scritto da: Adam Lapidus
Trama
È la settimana della sicurezza al campo, e a Ravi ed Emma è stato assegnato il compito di insegnare ai campeggiatori tutto l'essenziale. I due, tuttavia, per non deludere Lou e Xander esagerano e tolgono il divertimento da qualsiasi attività. Un giorno arriva Luke, che avendo una pausa dalla scuola estiva è stato mandato al Kikiwaka dai genitori. Per andare contro i fratelli e dimostrare che c'è sicurezza anche nelle attività più spericolate, Luke porta Zuri e Griff su un sentiero di montagna nonostante un cartello con avvertenza di pericolo; giunti in cima, i tre scivolano e finiscono così su uno stretto precipizio. Intanto, Ravi ed Emma si sono accorti della loro assenza e hanno iniziato a cercarli, intuendo che Luke abbia condotto tutti e tre sul sentiero pericoloso. Giunti anche loro in cima, grazie alla preparazione di Ravi e all'aiuto di Emma tutti vengono tratti in salvo. Luke si scusa così con Zuri e Griff per averli cacciati in una situazione del genere. Qualche giorno dopo, per Luke è giunto il momento di partire, così saluta i fratelli e torna a New York.
Nel frattempo, Lou, Xander e Hazel trovano l'annuario della loro prima estate al campo e vengono pervasi dai ricordi. Nei primi giorni, Lou consolò Xander, nostalgico di casa, e col tempo i due divennero migliori amici. Presto il ragazzo scopre però che la chitarra che ha sempre creduto un regalo di Lou gli fu in realtà donata da Hazel, già ossessionata da lui. Xander decide quindi di ringraziarla per il gesto e i due si scambiano un abbraccio.
• Special Guest Stars: Cameron Boyce (Luke Ross)
• Guest Stars: Lincoln Melcher (Griff), Tessa Netting (Hazel), Taylor Autumn Bertram (Hazel bambina), Emma Shannon (Lou bambina), Mason Patrick Mahay (Xander bambino)
• Assenti: Nathan Arenas (Jorge), Nina Lu (Tiffany)

## Una tranquilla serata di paura al Camp Kikiwaka
• Titolo originale: Camp Kiki-Slasher
• Diretto da: Rich Correll
• Scritto da: Mike Mobtesano & Ted Zizik
Trama
Il giorno dopo aver visto un film horror, Zuri, Tiffany e Jorge scompaiono nel bosco. Emma, Xander, Lou e Ravi cercano di chiamare i soccorsi, ma alla fine scoprono uno ad uno che il finto rapitore è Timmy, il ragazzino che Gladys cacciò dal campo a inizio dell'estate precedente e che ora vuole vendicarsi per essere stato abbandonato nel bosco. Tutti i ragazzi organizzano quindi uno scherzo per far credere a Gladys che ci sia un assassino al campo, il quale ha ucciso molti di loro. Il piano riesce e Timmy sembra poter tornare al Camp Kikiwaka come campeggiatore ma, quando Gladys promette di farsi perdonare passando più tempo possibile con lui, il ragazzino preferisce scappare di nuovo nella foresta.
• Guest Stars: Mary Scheer (Gladys), Casey Campbell (Murphy), Nate Stone (Timmy)

## La casa sull'albero
• Titolo originale: Treehouse of Terror
• Diretto da: Bob Koherr
• Scritto da: Lacey Dyer & Julia Layton
Trama
Mentre camminano nel bosco, Zuri, Jorge e Tiffany trovano una casa sull'albero abbandonata. Riescono a sistemarla grazie all'aiuto di Lydia, membro delle violente donnole, solo per scoprire che la ragazza li ha sfruttati con l'intenzione di cacciarli via. Grazie ad un tranello, Zuri, Jorge e Tiffany riescono ad allontanare le rivali a loro volta e impossessarsi di nuovo dell'albero ma, appena raggiunti da Lydia poco dopo, la casa inizia a crollare e i quattro sono costretti a mettersi in salvo, anche se con qualche difficoltà.
Nel frattempo, Xander e Ravi sono scoraggiati: continuano a perdere contro Emma e Lou in ogni attività competitiva. Dopo aver scoperto il talento di Ravi nel biliardo, però, i due chiedono una rivincita. Giunti ai tiri finali con un pareggio, Ravi riesce a mandare in buca la palla desiderata ma, sfortunatamente, ci finisce anche quella bianca e le ragazze vincono ancora. Tuttavia i due ragazzi non sono demoralizzati: hanno perso, ma non per merito diretto delle avversarie.
• Guest Stars: Lily Mae Silverstein (Lydia)

## Guerra del cibo
• Titolo originale: Food Fight
• Diretto da: Ben Dejesus
• Scritto da: Adam Lapidus
Trama
Dopo l'ennesima offesa da parte dei ragazzi sul suo cibo, il cuoco di Camp Kikiwaka, Murphy, sfida Emma, Ravi, Lou e Xander a cucinare loro per il campo. Dal momento che quattro cuochi sembrano troppi, Zuri ne approfitta per lanciare una competizione: Grizzly contro Marmotte in una gara di cucina caricata poi su internet. Mentre Ravi e Lou lavorano ai fornelli con i temibili ingredienti che hanno ricevuto, Emma e Xander allestiscono la mensa in modi molto differenti. Ciò causerà attrito tra i membri della stessa squadra, portando così ad un cambiamento: Emma e Ravi contro Lou e Xander. La sfida continua e, dopo diverse complicazioni, arriva il momento del giudizio. Entrambe le squadre hanno cucinato piatti orribili e lo scontro si conclude in parità. Come se non bastasse, il video di Zuri non ha ricevuto le visualizzazioni sperate.
• Guest Stars: Casey Campbell (Murphy)
• Assente: Nina Lu (Tiffany)

## Lotta nel fango
• Titolo originale: Mud Fight
• Diretto da: Rich Correll
• Scritto da: Valerie Ahern & Eric Schaar
Trama
Durante un'escursione nel bosco, Ravi, Zuri, Jorge e Tiffany si imbattono in un mucchio di fango. Più tardi, nonostante il divieto di Ravi, i tre ragazzini vi si recano di nascosto per scivolarci dentro; tornati al campo, però, iniziano a soffrire di costante prurito. Ravi lo nota e il trio mente dicendo che è colpa della quercia velenosa che si trova nei paraggi, perciò il ragazzo va alla ricerca delle piante per estirparle nonostante all'esterno ci sia una tempesta. Più tardi ritorna piuttosto malconcio e i ragazzi, sentendosi in colpa, confessano la verità, solo per scoprire che Ravi sapeva già tutto e ha inscenato le sue pessime condizioni nella speranza di insegnare loro che bisogna ascoltare gli altri.
Intanto, Emma e Xander si recano ad un faro per il loro appuntamento e portano anche Lou. Qui i tre fanno conoscenza di Bronson, un giovane virile che attrae subito le ragazze e provoca l'invidia di Xander. Bloccati al faro per via della tempesta, presto Lou scopre che Bronson ha in realtà una mentalità chiusa e la scintilla si spegne. Xander, invece, riesce ad evitare l'impatto tra una nave e uno scoglio accendendo la vecchia luce del faro ed Emma lo rassicura, dicendogli che è la dimostrazione che è più in gamba di quello che sembra.
• Guest Stars: James Gaisford (Bronson)